# Jawa 50 Typ 05

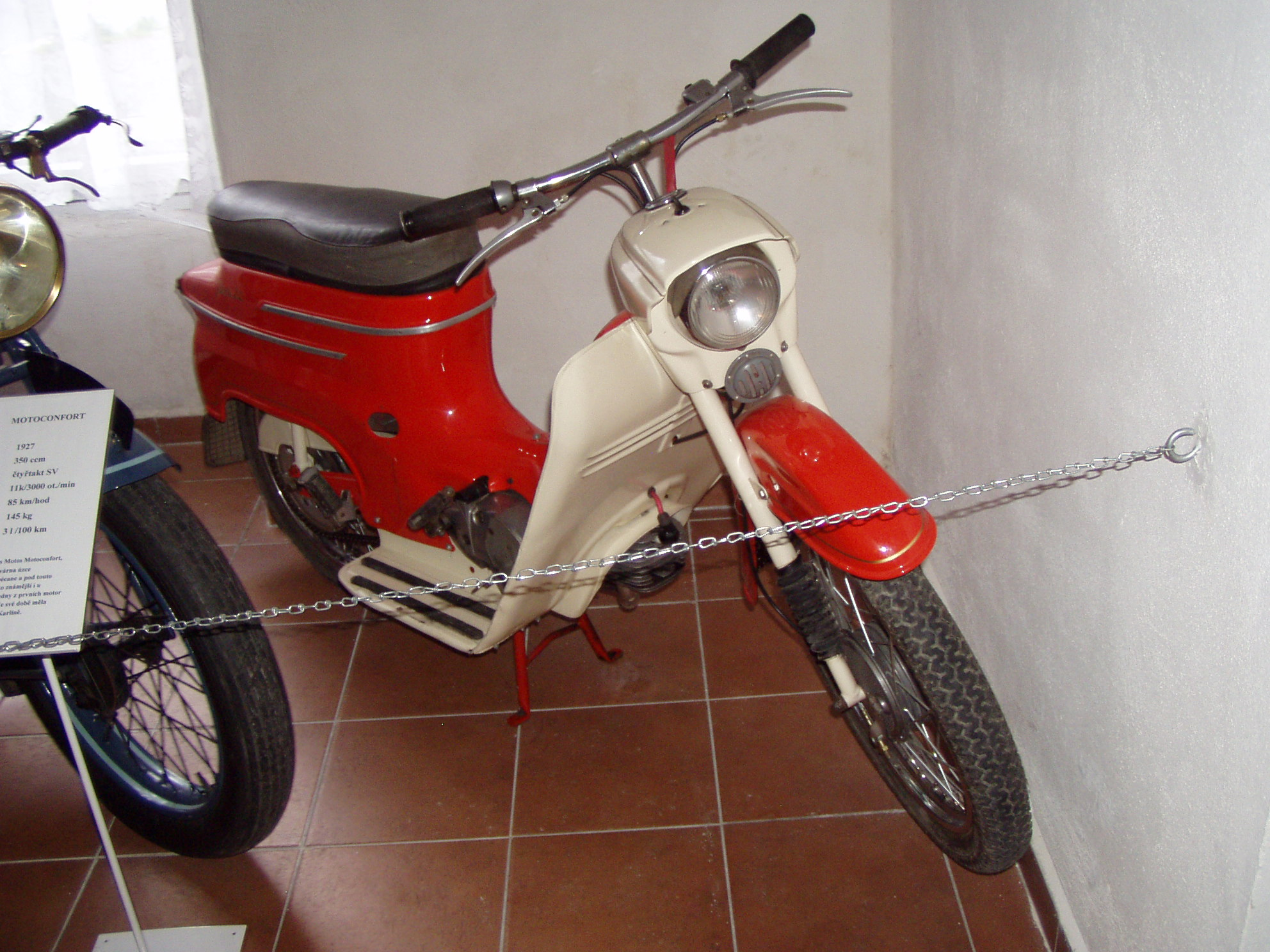
Der äußerlich kaum veränderte Nachfolgetyp 20

Die Jawa 50 Typ 05, auch „Ideal“, war ein weiteres Modell der Pionýr-Baureihe, die Jawa in Bystrica produzierte. Sie hatte einen Zweitakt-Einzylindermotor und war das erste zweisitzige Kleinkraftrad von Jawa. Der erste Pionýr-Typ 550 wurde ab 1955 produziert und 1958 durch den Typ 555 abgelöst. Davon ausgehend wurde der Typ 05 entwickelt, der 1962 bis 1966 in einer Stückzahl von 115.214 produziert wurde. 1966 löste der kaum veränderte Typ 20 mit erhöhter Motorleistung das Modell ab. Die Jawa 05 wurde unter anderem in die DDR exportiert.

## Technische Beschreibung
Beibehalten wurde der liegende, fahrtwindgekühlte Zweitakt-Einzylindermotor, dessen Leistung von 2,2 auf 3,0 PS erhöht wurde. Der Rahmen war offen und aus Profilen geschweißt. Vom Typ 555 übernommen wurde die Teleskopgabel mit 90 mm Federweg. Neu war die Hinterradfederung mit Schwinge und hydraulischen Teleskopstoßdämpfern (85 mm Federweg). Die Bereifung wurde verstärkt und hatte nun die Dimension 2.75 x 16. Stark verringert wurde das Auspuffgeräusch, die maximale Schallstärke betrug 75 dB. Der Lenker war höhenverstellbar. Die sehr einfache elektrische Ausstattung (6 V) umfasste neben der Unterbrecher-Zündanlage einen Scheinwerfer (15/15 W), eine Schlussleuchte sowie eine Hupe. Die Blechverkleidung des Vorgängers wurde zu einer harmonischen Gesamtheit weiterentwickelt. Völlig neu gestaltet wurde die Scheinwerferpartie. Zudem hatte der Typ 05 generell ein Knieblech, das gleichzeitig die Trittflächen bildete. Deshalb kann der Typ 05 als Kleinroller bezeichnet werden; er hatte weiterhin Fußschaltung. Die vergrößerte Motorleistung gestattete es, das Fahrzeug mit einer Sitzbank für Zweipersonenbetrieb auszurüsten. Die Fußrasten für die zweite Person waren an der Schwinggabel angebracht.

## Eigenschaften
Im Ostblock war die Jawa 05 das erste zweisitzige Kleinkraftrad, das bereits sehnsüchtig erwartet wurde. Dennoch fiel der Testbericht der KFT fast ausschließlich negativ aus. Wie schon bei früheren Pionýr-Typen, wurde ein unvorteilhafter Drehmomentverlauf des Motors festgestellt. Unter anderem reichte beim Überdrehenlassen im zweiten Gang die Drehzahl für einen guten Übergang in den dritten Gang nicht aus. Im Zweipersonenbetrieb oder bei Gegenwind könne der dritte Gang wegen zu geringer Motorkraft oft nicht benutzt werden. Ein Vierganggetriebe sei bei derartiger Motorcharakteristik notwendig. Insgesamt sei die Leistungssteigerung auf 3 PS zu knapp ausgefallen, um dem Zweipersonenbetrieb gerecht zu werden. Die ohnehin schmale Sitzbank sei zu kurz. Zudem war die Bodenfreiheit im Zweipersonenbetrieb nicht mehr ausreichend; schon bei mäßiger Kurvenneigung kratzte der Ständer auf der Fahrbahn. Das Getriebe schaltete unpräzise und geräuschvoll. Fahrwerksseitig wurde die Neigung des Hinterrads zum Wegsetzen kritisiert, sowohl Hinterradschwinge als auch die Teleskopgabel seien nicht ausreichend verwindungssteif. Insgesamt sei die Federung hart und spreche unsensibel an. Die Wirkung der Vorderradbremse war vollkommen unzureichend, während die Hinterradbremse schlecht dosierbar war und zum Blockieren neigte. Der Kraftstoffverbrauch sei mit gemessenen 2,7 l/100 km infolge einer Überfettung im Teillastbereich unnötig hoch. Die offizielle Höchstgeschwindigkeit wurde nicht erreicht, stattdessen wurden 51 km/h gemessen bzw. 58 km/h bei liegendem Fahrer. Gelobt wurden lediglich die äußere Form der Jawa 05 sowie der relativ gute Wetterschutz durch die Kniebleche.
Im Heimatland stand die Jawa 05 nicht direkt in Konkurrenz zu den Kleinkrafträdern von Simson, da eine Einfuhrsperre gegen Zweiräder der DDR in die ČSSR bestand.

## Technische Daten
| Bauart                      | Luftgekühlter Einzylinderzweitaktmotor mit Gemischschmierung |
| Hubraum                     | 49,9 cm³                                                     |
| Bohrung                     | 38 mm                                                        |
| Hub                         | 44 mm                                                        |
| Verdichtung                 | 7,5                                                          |
| Leistung                    | 3,0 PS bei 6000/min                                          |
| Drehmoment                  | 0,365 kpm bei 4000/min                                       |
| Getriebe                    | 3-Gang-Fußschaltung                                          |
| Höchstgeschwindigkeit       | 60 km/h                                                      |
| Tankinhalt                  | 5,5 l                                                        |
| Verbrauch                   |                                                              |
| Länge                       | 1795 mm                                                      |
| Breite                      | 580 mm                                                       |
| Höhe                        | 930 mm                                                       |
| Leermasse (ohne Kraftstoff) | 65 kg                                                        |
| Tragfähigkeit               | 160 kg                                                       |
| Bremse vorn/hinten          | Trommelbremsen 125/125 mm                                    |